# Pittore di Pan
Pittore di Pan (fl. 475 a.C. / 450 a.C.) è il nome convenzionale assegnato ad un ceramografo attico a figure rosse attivo nella cerchia dei cosiddetti Manieristi i quali riproponevano, durante il primo classicismo, una versione elaborata ed esagerata dello stile dei ceramografi tardo arcaici. Tra i ceramografi di questo gruppo il Pittore di Pan si distingue per una maggiore originalità e individualità espressiva.

## Attività
Il vaso eponimo del Pittore di Pan è un cratere a campana proveniente da Cuma e conservato a Boston. Il corpus dei vasi attribuitigli supera i 150 esemplari ed è costituito prevalentemente da vasi di medie e grandi dimensioni. Lo stile del Pittore di Pan si conserva sostanzialmente omogeneo nel corso della sua attività, rimanendo aderente al canone manieristico, soprattutto nell’accuratezza dei dettagli — evidente nella resa dei volti, spesso connotati da un mento pronunciato —, nella ricercatezza decorativa e nella definizione anatomica delle figure. All'influenza del Pittore di Berlino si deve il rigore nel disegno delle sue opere più antiche - che già diviene spigoloso ed insistito arcaismo nello psykter di Monaco - e la rappresentazione delle singole e monumentali figure tracciate sulle lekythoi del periodo tardo. Lo stile più tipico è rappresentato dalle scene movimentate ed energiche che si trovano, oltre che nel vaso eponimo, nella pelike di Busiride ad Atene.